# Букинац, Стефан
Сте́фан Бу́кинац (серб. Стефан Букинац; род. 8 июля 2005, Србобран, Воеводина) — сербский футболист, защитник клуба «Войводина».

## Клубная карьера
Букинач — воспитанник клуба «Войводина». 30 июля 2023 года в матче против «Црвены звезды» он дебютировал в сербской Суперлиге. 

## Международная карьера
В 2022 году Милетич в составе юношеской сборной Сербии принял участие в юношеском чемпионате Европы в Израиля. На турнире он сыграл в матчах против команд Бельгии, Турции, Испании, Дании и Нидерландов.